# Texella youngensis
Texella youngensis is een hooiwagen uit de familie Phalangodidae.